# América (1810)
La balandra América, o Americana, fue un buque de la Armada Argentina partícipe de la guerra de independencia y las guerras civiles de esa nación.

## Historia
Esta balandra registrada por la Real Armada de España como falucho con el nombre de San Felipe y Santiago, también conocida como Falucho Chasquero, integraba la Real Armada y se hallaba estacionada en Buenos Aires en ocasión de producirse la Revolución de mayo de 1810. En agosto, como balandra y rebautizada Americana, se sumó a la primera escuadra revolucionaria organizada por el responsable de Marina y diputado ante la Junta Grande Francisco de Gurruchaga. La nave portaba 35 t y llevaba montado a proa un cañón de (calibre) 18.
Con tripulación reducida pasó a Barracas para su alistamiento a cargo del patrón Salvador Blanco. En diciembre fue puesto al frente Ángel Hubac y como segundo el teniente Juan Francisco Díaz.
Zarpó de Buenos Aires el 22 de febrero de 1811 integrando la primera escuadra revolucionaria comandada por Juan Bautista Azopardo e integrada también por la goleta Invencible (capitana) y el bergantín 25 de Mayo.
Tras arribar a San Nicolás de los Arroyos, el 2 de marzo enfrentó a la escuadra española al mando del capitán de fragata Jacinto de Romarate. Hubac fue encargado por Azopardo de montar una batería en tierra por lo que la América quedó al frente de su segundo. En el combate de San Nicolás la mayor parte de la tripulación (prácticamente en su totalidad extranjeros a sueldo con segundos al mando españoles), de la 25 de Mayo y de la América que presentaba un rumbo en la proa y la bodega anegada, abandonaron sus buques siendo la Invencible la única que sostuvo el combate hasta ser abordada y capturada.
La América fue trasladada a Montevideo, donde un tribunal de presa lo consideró pirata, pasando a integrar la escuadra de ese Apostadero Naval.

Durante la Campaña Naval de 1814 integró como cañonera la división naval realista al mando del capitán de fragata Jacinto de Romarate, participando en el combate de Martín García (1814) y en el Combate de Arroyo de la China (28 de marzo).
En abril de 1814 la nueva escuadra de las Provincias Unidas del Río de la Plata al mando de Guillermo Brown cerró el sitio de Montevideo forzando la rendición de la plaza en el mes de junio. La América volvió a Buenos Aires donde fue utilizada como buque correo tras lo que en septiembre pasó a desarme.

En 1815 fue alistada nuevamente y al mando del teniente Vicente Barba a fines de octubre fue destinada a la lucha con la provincia de Santa Fe, no existiendo nuevas referencias.